# Babsie Steger
Pour les articles homonymes, voir Steger.
Babsie Steger, née le 9 août 1968 à Waidhofen an der Ybbs, dans le Land de Basse-Autriche, est une actrice, danseuse et mannequin franco-autrichienne.

## Biographie

### Jeunesse et débuts
La future Babsie Steger est née Reinhild Steger le 9 août 1968 à Waidhofen an der Ybbs, dans le Land de Basse-Autriche,. Elle quitte à 18 ans son pays natal après des études de danse classique à l'Opéra de Vienne, où elle côtoie Rudolf Noureev, Mikhaïl Barychnikov et les ballets de Maurice Béjart. Une fois en France, elle suit l'enseignement de l’École de Danse Princesse Grace à Monaco avec des professeurs aussi prestigieux que Marika Besobrasova. S'installant à Paris, elle y apprend le français et l'italien tout en gagnant sa vie comme danseuse et mannequin. Elle enchaîne défilés, publicités et spectacles, et suit des cours de théâtre avec John Strasberg à l'Actors Studio.
Son premier métier, celui de danseuse classique, lui a permis de bien connaître son corps et la manière de s'alimenter correctement. Elle a toujours suivi cette discipline, passionnée par la diététique et le bien-être qu'elle étudie depuis bientôt 20 ans. En 2003, elle a ouvert un restaurant bio à Paris (fermeture en 2008), où elle teste pour la première fois ses recettes de pâtisseries autrichiennes qu'elle publie en 2011 dans son livre Strudel, Kouglof et Cie aux éditions Marabout.
Depuis 2019, elle a ouvert un centre de bien-être et de santé, Les Terres de Gäia, en plein cœur du Gers. Elle y propose des stages de Yoga, des cures de détox, des ateliers beauté et des week-end gourmands.

## Vie privée
Côté privé, elle partage la vie de Takis Candilis avec lequel elle s'est marié en 2001.

## Carrière
Quelques mois après son installation à Paris, elle est engagée comme danseuse dans la série télévisée Palace. Elle y est remarquée par Jean-Luc Azoulay qui l'engage en 1989 pour tenir le rôle de Hilguegue dans la série Salut les Musclés dont les audiences sont en baisse. L'idée se révèle judicieuse et le succès est au rendez-vous. Après plusieurs centaines d'épisodes diffusés jusqu'en 1994, la série se transforme en La Croisière foll'amour toujours avec Les Musclés. Cette suite de Salut les Musclés est également un succès et durera jusqu'en 1997 sur TF1.
En 1993, elle devient chanteuse chez AB Productions avec le single Dance with Me qui lui permettra de monter sur scène en première partie des concerts d'Hélène Rollès au Zénith de Paris et en tournée en France à l'automne 1993. 
Elle est aujourd'hui principalement connue pour ses rôles dans des séries télévisées françaises où elle côtoie Roger Hanin, Pierre Arditi, Charlotte Gainsbourg, Gérard Depardieu, Bernard Le Coq, Pierre Mondy, Mimie Mathy, Patrick Timsit et bien d'autres.
Elle a ainsi joué dans les séries internationales Borgia, Highlander, Largo Winch, Les Misérables, Navarro, Fabien Cosma (épisode La répétition) (2005), L'Été rouge, Joséphine, ange gardien (épisode La Plus Haute Marche) (2002), Nestor Burma (2003), Père et Maire (2003), Le fond de l’air est frais (2004), Le Proc (2004-2006), Commissaire Moulin (2005), Avocats et Associés (2005), Désiré Landru (2005), Nous nous sommes tant haïs (2007). 
En 2007, elle interprète le rôle d'Érika dans la saga estivale à succès de TF1 Mystère. Elle a participé à Fort Boyard sur France 2 le samedi 23 juin 2007 (1re émission de la saison 2007, au profit de l'association Pousse de Bambou).
En parallèle à sa carrière d’actrice, Babsie Steger est également présentatrice sur les chaînes IDF1 et Vivolta entre 2008 et 2012. En 2012 et 2013, elle anime l'émission Les pâtisseries de Babsie sur la chaîne de la TNT Chérie 25 et Cuisine+.
En 2012, Tom Fontana, le show runner de la série  Borgia sur Canal+, lui confie le rôle de Giovanna Farnèse, la mère de Giulia, cette dernière étant une des maîtresses du Pape Alexandre VI. Elle reprend son rôle dans la saison 3.
En 2023, au côté de Bernard Campan, elle interprète le rôle de Betty dans le film de cinéma: L'Enfant qui mesurait le Monde de Takis Candilis

## Filmographie

### Télévision
- 1992 - 1994 : Salut les Musclés
- 1994 - 1997 : La Croisière foll'amour
- 1995 : Les Garçons de la plage
- 1996 : Highlander
- 1997 : Les Vacances de l'amour
- 1998 - 2000 : Maître Da Costa
- 1999 - 2000 : Le G.R.E.C.
- 1999 : L'Ombre d'un doute
- 2000 : Les Misérables de Josée Dayan
- 2000 : Chacun chez soi
- 2000 : Largo Winch
- 2000 : De toute urgence
- 2000 : Sous le soleil
- 2000 : Toute la ville en parle
- 2001 : Fabien Cosma
- 2001 : Les Bœuf-carottes
- 2001 : Le Miroir d'Alice
- 2002 : Joséphine, ange gardien
- 2002 : L'Été rouge
- 2002 : Sous le soleil
- 2002 : Un patron sur mesure
- 2002 : Sentiments partagés de Daniel Janneau : Carole
- 2003 : Nestor Burma
- 2003 : Valentine
- 2003 : Père et Maire
- 2004 - 2006 : Le Proc
- 2004 : Navarro
- 2004 : Le fond de l'air est frais
- 2005 : Vous êtes libre ?
- 2005 : Commissaire Moulin
- 2005 : Avocats et Associés
- 2005 : Désiré Landru
- 2006 : Camping Paradis (saison 1, épisode 1)
- 2006 : Valentine et compagnie
- 2007 : Chassé croisé amoureux
- 2007 : Mystère
- 2007 - 2009 : SOS 18
- 2009 : Adresse inconnue
- 2009 : La taupe
- 2010 : Diane, femme flic
- 2010 - 2011 : Profilage
- 2010 - 2012 : Section de recherches
- 2013 - 2014 : Borgia

### Cinéma
- 1999 : C'est pas ma faute ! de Jacques Monnet
- 2023 : L'Enfant qui mesurait le monde de Takis Candilis

## Discographie
- 1993 : Dance with Me
- 1994 : Juste un petit peu d'amour
- 1995 : Le Yaya (en duo avec Isabelle Bouysse)

## Participations
- Stars TV (Juste un petit peu d'amour et Dance with me), AB disques, 1994.
- Le Noël des étoiles (Les rois mages et Vive le vent), AB disques, 1995.
- Stars TV 2 (Le Yaya), AB disques, 1995.

## Publication
- 2011 : Strudels, Koughlof et Compagnie aux Éditions Marabout